# Every Man's Money
Pour plus de détails, voir Fiche technique et Distribution.
Every Man's Money (littéralement, L'Argent de chaque homme) est un film muet américain réalisé par Lynn Reynolds, sorti en 1915.

## Fiche technique
- Titre : Every Man's Money
- Réalisation : Lynn Reynolds
- Scénario : Sydney Ayres, d'après une histoire de Harvey Gates
- Producteur : Pat Powers
- Société de production :  Powers Picture Plays
- Société de distribution :  Universal Film Manufacturing Company
- Pays de production :  États-Unis
- Langue : film muet avec les intertitres en anglais
- Métrage : 300 m (1 bobine)
- Format : Noir et blanc — 35 mm — 1,33:1 — Muet
- Genre : Film dramatique
- Durée : 10 minutes
- Date de sortie : 
  - États-Unis : 25 septembre 1915

## Distribution
- Sydney Ayres : Grant Darcy
- Doris Pawn : Laura Drexler
- Helen Wright (en) : Irma Darcy
- Frank MacQuarrie (en) : M. Morley
- Hylda Hollis : Mme Morley